# Joseph-Marie de Gérando
Joseph-Marie Degérando ou de Gérando, Baron d'Empire, né à Lyon le 29 février 1772 et mort à Paris le 10 novembre 1842, est un linguiste, pédagogue et philanthrope français. Il compte également parmi les précurseurs de l'anthropologie et premier penseur de la méthode d'observation participante dont la pratique s'est généralisée plus tard au sein de la discipline.

## Biographie
Il est issu d'une famille de notables de Lyon. Il est le fils de Benoît Degerando, architecte et un des administrateurs de l'Aumône de Lyon, et de Marie Chaney (ou Chancey). Il est sans doute parent de Claude Antoine de Gérando de Châteauneuf (Lyon 1740 - 1813), conseiller en la cour des Monnaies de Lyon (5 mars 1768-1771), conseiller au conseil supérieur de Lyon (1771-1774).
Il fait ses études chez les Oratoriens de la ville et se destine à entrer dans les ordres, mais sa participation au mouvement fédéraliste lyonnais l'oblige à fuir en Suisse puis à Naples pour avoir résisté contre les troupes de la Convention.
Revenu en France il s'engage dans l'armée du Rhin, à Colmar, où grâce à l'entremise de son ami lyonnais Camille Jordan (1771-1821), il se retrouve dans un cercle qui comprend les fils de Claude Perier, Augustin et Scipion, placés par leur père sous l'égide des frères Pfeffel, Théophile Conrad et Christian Frédéric, férus de pédagogie moderne. De Gérando se trouve ainsi dans un milieu où circulent à la fois les idées des lumières françaises et celles de l'Aufklärung allemande.
En 1795, l'amnistie du 4 brumaire an IV lui permet de s'établir à Paris. Il se fait connaître en participant à un concours de l'Institut de France dont il remporte le premier prix grâce à un essai sur le sujet suivant : De l'influence des signes sur la génération des idées. Il y oppose les limites et les inexactitudes du langage naturel avec la rigueur formelle du langage mathématique, notamment algébrique.
Bien qu'il ait quitté Lyon, il conserve des liens avec Pierre-Simon Ballanche, Louis Furcy Grognier, Juliette Récamier et André-Marie Ampère, et reste administrateur de l'Hôtel-Dieu de Lyon.
Auteur d'un des premiers guides d'enquête ethnographique publié en 1800 par la Société des observateurs de l'homme, il dresse un grand tableau du domaine d'observation de l'ethnologie qu'il définit comme une science en posant les principes de ce qu'on a appelé depuis " l'observation participante" des peuples primitifs. Il rédige notamment des Considérations sur les diverses méthodes à suivre dans l'observation des peuples sauvages à l'intention des membres de l'expédition scientifique qui accompagnent le capitaine Baudin dans son exploration des terres australes. Ces instructions seront reprises dans le compte-rendu du voyage publié par François Péron et Louis de Freycinet en 1808.
Proche de Frédéric Ozanam, autre Lyonnais, il publie Le Visiteur du pauvre en 1824. Gérando fait de l'observation la condition même de l'étude des indigents et la mesure de la compréhension des "maladies morales" dont souffre la société. La "visite" n'a plus seulement une fonction de "charité", mais d'investigation ; la philanthropie devient une science empirique qui annonce la Méthode sociale et la sociologie des Ouvriers européens de Frédéric Le Play.
Par la suite, il devient vice-président du Conseil supérieur de la santé et administrateur de la Charité du XIe arrondissement de Paris.
Il participe en 1802 à la fondation de la Société d'encouragement pour l'éducation industrielle du peuple et à celle de la Société pour l'instruction élémentaire en 1815 aux côtés de Jomard. Gérando est alors proche des francs-maçons et s'implique auprès des partisans de l'éducation mutuelle comme le philanthrope Alexandre de Laborde. De Gérando voit dans la lecture un facteur d'intégration sociale et de lutte contre l'indigence, et non une voie d'accès au savoir et à la culture et se révèle proche de l'école sensualiste dans sa façon de concevoir l'émergence de la pensée et des idées. Le fonctionnement des écoles mutuelles révèle dès 1817 l'importance de l'analphabétisme, poussant De Gérando à rechercher des solutions propres à conserver les connaissances acquises. Il approfondit la connaissance de la communication par signes chez les sourds-muets.
Associé résident de la seconde classe de l'Institut national jusqu'en 1803, Gérando, par ses travaux sur Kant et sur les peuples sauvages, offre une synthèse des études ethnologiques et ethnographiques du dernier tiers du XVIIIe siècle. Il utilise ces éléments pour rédiger le mémoire, De la génération des connaissances humaines, qui remporte le prix de l'Académie de Berlin en 1802.
Attaché par Lucien Bonaparte au ministère de l'Intérieur, il est nommé en 1804 secrétaire général de ce ministère pendant 17 ans, accompagne en 1805 Napoléon en Italie, et introduit l'administration française en Toscane (1808) et, dans le cadre de la Consulta romana, dans les anciens États pontificaux (1809-1810).
Nommé grand officier de la Légion d'honneur en 1809, il poursuit alors une importante carrière administrative, qui le conduit en 1811 aux fonctions de maître des requêtes au Conseil d'État, puis de conseiller d'État, et en 1812, à celles d'intendant de la Haute Catalogne. Il fut appelé en 1819 à la toute récente chaire de droit administratif. Il sera également membre de la consulte d'état, à Rome.
En 1814, il est membre de la Société philosophique organisée autour de Maine de Biran et, en 1821, il est à l'origine de la création de l'École des chartes.
Soutenu par Lucien Bonaparte, Gérando devient membre du Bureau consultatif des arts et du commerce.
Membre de l'Académie des sciences morales et politiques depuis 1832 (section philosophie, fauteuil no 2), pair de France depuis 1837, il rédige en 1839 un Traité de la bienfaisance publique qui résume le sens de son action philosophique et politique. Il crée un ouvroir qui portera son nom.
En décembre 1834, il fait partie des fondateurs de la Société française pour l'abolition de l'esclavage.
Il est considéré par Jean Jamin comme le fondateur de l'anthropologie française.
Il est considéré comme le chef de file de la triade fondatrice du droit administratif français, avec Macarel et Cormenin.
Il meurt le 10 novembre 1842 et est inhumé au cimetière du Père-Lachaise (41e division).
Il était l'oncle de l'essayiste franco-hongrois Auguste de Gérando.

## Opposition à l'esclavage
Il s'engage contre le rétablissement de l'esclavage par Napoléon
après son coup d’État de 1799, quand « la censure et la propagande officielle » du nouveau régime « imposent une idéologie massivement inégalitaire », à une opinion publique souvent hostile, selon les rapports de police, via de nombreux articles de presse, brochures et gros ouvrages souhaitant rejeter l'apport des Lumières, « ouvertement au profit de théories pseudoscientifiques visant à classer et hiérarchiser » les « races » humaines, « tout en proclamant hautement la vocation » des « êtres supérieurs » à « civiliser » les autres hommes, selon les analyses détaillées des publications de l'époque réunies par l'historien Yves Benot dans un livre de 1992.
Au même moment se manifeste la persistance de « pôles de résistance », à la censure, émanant d'anti-esclavagistes, pas seulement les plus connus comme l'abbé Henri Grégoire mais aussi d'autres libéraux plus modérés incluant aussi Amaury Duval, Pierre-Louis Ginguené, Jean-Baptiste Say, Dominique Dufour de Pradt et Antoine Destutt de Tracy,.

## Principales publications
Les écrits de Gérando ont eu une certaine influence Outre-Atlantique, notamment sur des intellectuels tels que Henry David Thoreau, Margaret Fuller, et surtout Ralph Waldo Emerson, qui s'appuie sur le cadre conceptuel de Gérando pour développer ses idées dans son premier ouvrage Nature.
- Des Signes et de l'Art de penser considérés dans leurs rapports mutuels, 4 vol., 1799-1800 Texte en ligne 1 2 3 4
- De la Génération des connaissances humaines, mémoire qui a partagé le prix de l'Académie de Berlin sur la question suivante : Démontrer d'une manière incontestable l'origine de toutes nos connaissances…, 1802. Réédition in Corpus des œuvres de philosophie en langue française, Paris, Fayard, 1990
- Considération sur les diverses méthodes à suivre dans l'observation des peuples sauvages, 1800
- Le Visiteur du pauvre, 1824. Réédition : Jean-Michel Place, Paris, 1989. Texte en ligne
- Histoire comparée des systèmes de philosophie, relativement aux principes des connaissances humaines, 4 vol., 1822 Texte en ligne 1 2 3 4
- Du Perfectionnement moral, ou de l'Éducation de soi-même, 2 vol., 1824
- De l'Éducation des sourds-muets de naissance, 2 vol., 1827 Texte en ligne 1 2
- Institutes du droit administratif français, ou Éléments du code administratif, réunis et mis en ordre, 6 vol., 1829-1836 Texte en ligne : Supplément
- De la Bienfaisance publique, 2 vol., 1839 Texte en ligne 1 2
- Des Progrès de l'industrie, considérés dans leurs rapports avec la moralité de la classe ouvrière, 1841
- Histoire de la philosophie moderne, à partir de la renaissance des lettres jusqu'à la fin du XVIIIe siècle, 4 vol., 1847 Texte en ligne
- Les Bons Exemples, nouvelle morale en action, avec Benjamin Delessert, 1858 Texte en ligne

## Titres
- 1er Baron de Ramthzausen et de l'Empire (décret du 15 août 1809, lettres patentes du 17 mars 1811 (Paris)[13]) ;
- Membre de la Chambre des pairs (3 octobre 1837)[14]

## Décorations
- Légion d'honneur :
  - Légionnaire (1809[15]), puis,
  - Officier (1811[15]), puis,
  - Commandeur (1820), puis,
  - Grand officier de la Légion d'honneur (27 avril 1840[16]) ;

## Armoiries
| Figure | Blasonnement |
|        | Armes du baron de Rathsamhausen et de l'Empire Parti, au premier coupé d'azur et d'argent ; l'azur la bande d'or sénestrée d'une colombe d'argent, et adextrée d'une sphère du même ; l'argent à cinq branches nouées de sinople ; au deuxième d'argent chargée d'une fasce de sinople, à l'orle de gueules : franc-quartier des barons pris dans notre Conseil d'Etat brochant au neuvième de l'écu. - Livrées : les couleurs de l'écu. Le verd en bordure seulement. |